# Związek Koryncki
Związek Koryncki, nazywany czasem Związkiem Helleńskim – porozumienie grupy państw greckich, uczestników kongresu w Koryncie w 337 r. p.n.e., zwołanego po wojnie Macedonii z Atenami, Tebami i ich koalicjantami przez zwycięskiego władcę macedońskiego, Filipa II. 
Sygnatariuszami traktatu pokojowego były wszystkie, poza Spartą, poleis Grecji kontynentalnej, na czele z Atenami oraz niektóre państwa wyspiarskie (Chios, Eresos na Lesbos). Ta ugoda weszła do historii pod nazwą Związku Korynckiego, którego rzeczywistym twórcą i hegemonem był król Macedonii - Filip II (który stał się m.in.: przewodniczącym synhedrionu), narzucając w ten sposób państwom greckim tę strukturę polityczną, aby móc skutecznie kontrolować ich poczynania i de facto pośrednio mieć wpływ na bieg spraw politycznych w Grecji, nie angażując się w drobiazgowe kwestie sporne między nimi, które miał rozstrzygać właśnie Związek.
Warunkami porozumienia były m.in.: 
- zachowanie powszechnego pokoju (koine eirene) między wszystkimi uczestnikami traktatu[4],
- zakaz występowania przeciw królowi Macedonii Filipowi II i jego następcom[3],
- zakaz ingerencji w sprawy ustrojowe innych państw[5],
- występowanie zbrojne przeciwko naruszającym porozumienie po uprzedniej decyzji hegemona związku i rady związku - synhedrionie - która to instytucja była nowatorskim rozwiązaniem, będącym ciałem grupującym przedstawicieli każdego członkowskiego państwa greckiego w liczbie proporcjonalnej do swej wielkości[1].

Na pierwszym posiedzeniu plenarnym związku (jesienią 337 r. p.n.e.), podjęto również uchwałę o rozpoczęciu wojny z Persją, którą miał poprowadzić Filip II król Macedonii.